# Home (песня Коби Марими)
«Home» (с англ. — «Дом родной») — песня израильского певца Коби Марими, с которой он представлял Израиль на песенном конкурсе Евровидение 2019 года в Тель-Авиве.
После победы на шоу талантов «HaKokhav HaBa», Коби Марими получил право представлять Израиль на конкурсе «Евровидение-2019». Песня «Home» была выбрана вещательной организацией КАН.